# Spatholobus auricomus
Spatholobus auricomus är en ärtväxtart som beskrevs av Ridd.-num.. Spatholobus auricomus ingår i släktet Spatholobus och familjen ärtväxter. Inga underarter finns listade i Catalogue of Life.